# Костров, Иван Николаевич
Иван Николаевич Костров (1888—1976) — советский гидроэнергетик, дважды лауреат Сталинской премии (1950, 1951).
Родился в г. Великий Устюг Вологодской губернии. Сын купца 1-й гильдии Николая Васильевича Кострова (1855—1915).
Окончил Московский институт инженеров путей сообщения, инженер-гидротехник (1916).
- 1916—1925 инженер, прораб, старший прораб, начальник технического отдела, главный инженер; начальник строительства по шлюзованию рек Дона и Шексны;
- 1925 1932 помощник начальника Ферганского строительного управления, заместитель главного инженера Вахшстроя;
- 1932—1937 старший инспектор, помощник главного инженера, начальник Южного района строительства канала им. Москвы.
- 1937—1940 заместитель главного инженера на строительстве Куйбышевского гидроузла;
- 1940—1941 заместитель главного инженера Главгидростроя;
- 1941 — заместитель начальника отдела в Главпромстрое.

С 1942 по 1960 год в институте «Гидропроект»: главный технический инспектор (1942—1954), заместитель главного инженера (1952—1960). Руководил проектированием, организацией и производством работ на строительстве канала Волго-Дон (где впервые была предусмотрена высокая степень механизации), Цимлянского гидроузла и Волжских ГЭС.
Принимал участие в экспертизах Госплана СССР; работал в различных организациях консультантом.
Сталинская премия 1950 года — за разработку проекта водного пути.
Сталинская премия 1951 года — за разработку проектного задания Куйбышевской ГЭС на Волге.
Награждён орденами Ленина, Трудового Красного Знамени.
Умер в 1976 году, похоронен на Новодевичьем кладбище (3-й участок).
Сочинения:
- Механизация трудоемких работ на строительстве волжских гидростанций [Текст] : Стенограмма публичной лекции … / лауреат Сталинской премии И. Н. Костров ; Всесоюз. о-во по распространению полит. и науч. знаний. — Москва : [Правда], 1951. — 23 с. : ил.; 22 см.